# Гней Помпей Страбон
Гней Помпе́й Страбо́н (лат. Gnaeus Pompeius Strabo; родился не позднее 132 года до н. э., Пицен — скончался в 87 году до н. э., Рим, Римская республика) — древнеримский политический деятель и военачальник из плебейского рода Помпеев, консул 89 года до н. э., отец Гнея Помпея Великого.
Начал свою карьеру с квестуры на Сардинии под началом Тита Альбуция (предположительно в 104 году до н. э.). В 90-е годы до н. э. был претором и наместником провинции Македония. Зенита своей карьеры Гней Помпей достиг во время Союзнической войны. В 90 году до н. э. в качестве легата он возглавил борьбу с восставшими италиками в Пицене и одержал серию побед. Благодаря этому Страбон был избран консулом на следующий год и получил командование на всём северном направлении. Он разгромил две армии повстанцев, пытавшиеся прорваться в Аускул, и взял этот большой город после долгой осады, за что был удостоен триумфа. В 88 году до н. э. сенат попытался отстранить его от командования, но Помпей сохранил армию за собой. В 87 году до н. э., когда началась очередная гражданская война, Страбон встал на защиту Рима от Луция Корнелия Цинны и Гая Мария. При этом его действия были неоднозначными: вначале он был готов заключить союз с Цинной ради второго консулата, но позже, убедившись в отсутствии шансов на такое соглашение, приступил к активной обороне. Помпей погиб от эпидемии вместе с большей частью своей армии; это предрешило падение Рима.
Античные авторы дали Гнею негативную характеристику как корыстолюбцу и предмету всеобщей ненависти. Помпей Страбон был жесток, и демонстрировал это где нужно и где не нужно. Помпей был честолюбив, и ради карьеры был готов пройти по трупам своих друзей и сослуживцев. После усмирения Пицена, во время Союзнической войны, Помпей Страбон получил прозвище «Carnifex» — «Мясник» (восставшие районы после прихода римлян напоминали выжженную землю: жители уничтожались, и лишь немногие счастливчики оставались жить в качестве рабов).
В историографии Страбона рассматривают как одного из первых римских полководцев, создававших «клиентскую армию», преданную не республике, а исключительно своему командиру. Существуют мнения о том, что он мог стать единоличным правителем Рима.

## Биография

### Происхождение
Гней Помпей принадлежал к плебейскому роду Помпеев, представители которого упоминаются в источниках, начиная со II века до н. э. Номен Pompeius явно имеет то же происхождение, что и топоним Помпеи в Кампании, но о какой-либо связи Помпеев с городом, находившимся в окрестностях Везувия, ничего не известно.
Первым консулом из этого рода был Квинт (141 год до н. э.), предполагаемый предок Помпеев Руфов. Связь между последними и той ветвью рода, к которой принадлежал Гней Помпей Страбон, остаётся неустановленной. Согласно Капитолийским фастам, его отец и дед носили преномены Секст и Гней соответственно. Последний упоминается только в родословной своего внука; Секст Помпей был наместником Македонии приблизительно в 118 году до н. э. и погиб в бою с кельтами. Возможно, его женой и матерью Гнея-младшего была сестра поэта-сатирика Гая Луцилия (по другой версии, Луцилия была на поколение младше и приходилась Гнею не матерью, а женой). У Гнея-младшего был брат Секст, видный интеллектуал своего времени.
Известно, что Гней Помпей владел обширными землями в Пицене. При этом римские граждане, жившие в этом регионе, относились к трибе Велина, тогда как Помпеи принадлежали к трибе Крустумина. Антиковед Э. Пайс предположил, что владения в Пицене появились у Страбона только в ходе Союзнической войны, но другие специалисты дружно отвергли эту гипотезу как несостоятельную.
Третья часть имени Гнея Помпея, Страбон (Strabo — «Косоглазый»), — это личное прозвище, появившееся из-за удивительного внешнего сходства Гнея с его поваром Меногоном, которого называли Страбоном.

### Начало карьеры
Исходя из требований закона Виллия, исследователи относят рождение Гнея Помпея к 130-м годам до н. э.; самая поздняя из возможных дат — 132 год Свою карьеру он начал, в соответствии с традицией, с избрания на должность квестора. Предположительно это событие датируют 104 годом до н. э. Гней исполнял свои обязанности на Сардинии, когда этим островом правил пропретор Тит Альбуций. Последнего по возвращении в Рим привлекли к суду по обвинению в злоупотреблении властью, и Помпей хотел тоже свидетельствовать против него, но сенат счёл это нарушением субординации. По словам Цицерона, ему «отказали не потому, что считали его недостойным выступить обвинителем, но для того, чтобы не давать авторитетом суда воли оскорблять произвольно святость близких отношений».
Позже Страбон был претором и наместником Македонии с полномочиями пропретора, как его отец. Об этом сообщает только один источник — надпись в честь Гнея, найденная на афинском Акрополе. Соответственно точных датировок нет и здесь; предположительно наместничество относят к 93 или 92 году до н. э. В любом случае претура Страбона может относиться самое позднее к 92 году до н. э., поскольку закон Виллия установил минимальный временной интервал между претурой и консулатом в три года. В. Друман в своё время предположил, что Гней Помпей был наместником Сицилии, но позже исследователи установили, что Друман ошибочно истолковал упоминания о Гнее Помпее Великом. Возможно, в Македонии Страбону пришлось воевать с варварскими племенами, жившими вдоль северных границ провинции; по крайней мере, к началу Союзнической войны у него явно был опыт полководца.

### Союзническая война: легат

Италия во время Союзнической войны

Когда италики восстали против Рима (конец 91 года до н. э.), Гней Помпей стал легатом под командованием консула Публия Рутилия Лупа. Последний руководил военными действиями на севере Италии, и в числе пяти его легатов были также Гай Марий и Квинт Сервилий Цепион. Помпею было поручено подавить восстание в Пицене, имевшем большое стратегическое значение для Рима: через этот регион поддерживалась связь с Цизальпийской Галлией. Страбон получил это назначение как крупнейший местный землевладелец и обладатель обширной клиентелы.
Начиная с 90 года до н. э. сохранившиеся источники дают достаточно много информации о Гнее Помпее. Его армия осадила город Аускул, откуда за несколько месяцев до того началось всё восстание. Оборону здесь занял претор марсов Тит Лафрений, который защищался очень энергично. На помощь городу пришли пелигны во главе с Веттием Скатоном и пицентины под командованием Гая Видацилия. Страбон отступил перед превосходящими силами противника к Фалернской горе и здесь потерпел поражение в битве. Он заперся в городе Фирм, где был осаждён Лафрением; Видацилий и Скатон ушли — видимо, предполагая, что с Помпеем уже покончено. Но легат смог пополнить свою армию за счёт местных жителей и поднять дисциплину, которая наверняка пострадала из-за неудачи, так что ситуация стабилизировалась.
Неизвестно, насколько долго Страбон защищал Фирм. В конце концов на помощь ему пришёл с юга легат Сульпиций; существовала гипотеза, что это был Публий Сульпиций, будущий народный трибун, но после выхода труда К. Цикориуса принято считать, что речь должна идти о Сервии Сульпиции Гальбе. Комбинированным ударом с двух сторон римляне разгромили Тита Лафрения, причём основную роль сыграла, предположительно, армия Сульпиция. Лафрений пал в бою; остатки его войска заперлись в Аускуле, осадой которого занялся один из Цезарей (предположительно Секст Юлий, консул 91 года до н. э.). Помпей же в ещё одном сражении разгромил пицентинов. Получив известие об этой победе, римские сенаторы снова надели «тоги с каймой и прочие знаки должностных отличий».

### Союзническая война: консул и проконсул
Победы, одержанные в ходе в целом неблагоприятной для Рима кампании, обеспечили Гнею Помпею избрание консулом на следующий год (89 до н. э.). Его коллегой стал ещё один плебей, Луций Порций Катон. Теперь Страбон должен был осуществлять командование на всём северном стратегическом направлении, и под его началом находилось 75 тысяч солдат (правда, в историографии существует мнение, что такова была общая численность римских войск в Италии в этом году). В составе его военного совета преобладали члены трибы Велина, к которой был приписан Пицен. Здесь были консуляр Луций Марций Филипп, начинавшие свою карьеру аристократы Луций Юний Брут Дамасипп и Луций Сергий Катилина, представители италийской аристократии Луций Инстей, Луций Веттий, Гай Тарквиций (отсюда исследователи делают вывод о связях, существовавших между Помпеем и верхушкой италиков). Известно также, что в начале этой кампании при штабе Страбона состоял 16-летний всадник Марк Туллий Цицерон. Ещё до конца года он был переведён в армию Луция Корнелия Суллы в Кампанию.
Основные военные действия развернулись в районе Аускула, который продолжал обороняться от римлян. Гней Помпей инициировал переговоры с Веттием Скатоном, но это ни к чему не привело. Армия марсов попыталась прорваться на помощь городу, однако Страбон разгромил её; по данным Орозия, 18 тысяч италиков погибло в этом бою, а ещё 3 тысячи попали в плен. 4 тысячи марсов были оттеснены в горы и там все погибли из-за ненастной погоды. В тот же день римляне столкнулись с армией пицентинов во главе с Видацилием, которых разбили, но уничтожить не смогли. Гай Видацилий, бывший уроженцем Аускула, с восемью когортами прорвался в город, а потом, понимая, что исход осады предрешён, покончил с собой. Наконец, в ноябре 89 года до н. э., после осады, длившейся почти год, Аускул был взят штурмом.
За эти победы Гней Помпей был удостоен почётного наименования император. По одной версии, это произошло после двух сражений с марсами и пицентинами, по другой — после взятия города. 17 ноября 89 года до н. э. датирована надпись, из которой следует, что Страбон предоставил разом целой турме испанских всадников римское гражданство, а также фалеры, ожерелья и двойной паёк (frumentum duplex). В те времена даже персональные пожалования гражданства провинциалам были крайне редки; отсюда исследователи делают вывод о щедрости Гнея Помпея по отношению к воинам его армии.
25 декабря 89 года до н. э. Страбон отпраздновал в Риме триумф над аускуланцами и пицентинами (de Asculaneis Picentibus). Это был единственный триумф за всю Союзническую войну. Античные авторы сообщают, что среди пленников по улицам Рима прошла женщина, нёсшая на руках тогда ещё маленького Публия Вентидия Басса — впоследствии видного полководца, первым из римлян одержавшего победу над парфянами.
Поскольку в это время Рим жил в условиях жесточайшего финансового кризиса, сенат очень рассчитывал на богатую аускульскую добычу. Но Гней Помпей предпочёл не сдать захваченные ценности в казну республики, а оставить их себе. Формально он имел на это право: военная добыча поступала в распоряжение полководца, хотя и должна была в дальнейшем расходоваться на общественные нужды — на украшение храмов, раздачи воинам и т. п. Тем не менее в той конкретной ситуации действия Страбона вызвали всеобщее возмущение. Исследователи предполагают, что добычей Помпей поделился со своими офицерами и солдатами, чем обеспечил их преданность на ближайшие годы.
Расширению влияния Страбона должно было способствовать принятие предложенного им закона (Lex Pompeia de Transpadanis), согласно которому ряд общин к северу от Пада (а также, предположительно, некоторые лигурийские общины к югу от этой реки) получили латинское гражданство. К тому же он претворял в жизнь Lex Julia и Lex Plautia-Papiria, предоставившие право на гражданство тем италикам, которые не примкнули к восстанию, а также тем мятежникам, которые сложили оружие в течение определённого времени. Всё это должно было сделать Помпея патроном огромной армии клиентов и едва ли не властителем над всем Пиценом и Транспаданской Галлией.
Веллей Патеркул сообщает о претензиях Гнея Помпея на второй консулат. Тем не менее консулами на 88 год до н. э. были избраны Луций Корнелий Сулла и Квинт Помпей Руф; неизвестно, выдвигал ли вообще Страбон свою кандидатуру. В любом случае законодательство республики запрещало два консулата подряд, а ситуация в конце 89 года до н. э. уже не выглядела для римлян как чрезвычайная, так что переизбрание полководца (пусть и удачливого) не могло считаться оправданным. Гнею Помпею просто продлили его полномочия, и он продолжил воевать на севере Италии. По предположению Маттиаса Гельцера, именно в этом году перед ним капитулировали вестины и пелигны, о чём сообщает эпитоматор Ливия.
К началу 88 года до н. э. антиковеды предположительно относят суд над Страбоном. Обвинение было связано с Lex Varia, предполагавшим наказание для тех, кто способствовал восстанию италиков; при этом конкретные основания остаются неизвестными. Сам факт суда может говорить о враждебных отношениях между Помпеем и существенной частью нобилитета; но приговор был оправдательным, и после этого Страбон вернулся к командованию армией.

### Гней Помпей и Сулла
Прежде, чем удалось усмирить всех восставших италиков, внутриполитическая борьба в Риме переросла в гражданскую войну (88 год до н. э.). Народный трибун Публий Сульпиций предложил распределить новых граждан по всем трибам (а не по 8 или 10 специально созданным), что дало бы им возможность влиять на исход любого голосования. Кроме того, трибун предложил забрать командование в начинавшейся тогда войне с Митридатом у консула Суллы и передать его Гаю Марию. Сулла с этим не смирился, двинул свою армию на Рим, занял город и отменил новые законы. Сульпиций вскоре был убит, а Марию пришлось бежать из Италии.
Об отношении Гнея Помпея к этим событиям ничего не известно. М. Гельцер предположил, что Страбон мог сочувствовать Сульпицию: последний мог быть его соратником по Союзнической войне, к тому же Помпей должен был понимать необходимость уступок италикам. Другие специалисты обращают внимание на то, что боевой товарищ Страбона из рода Сульпициев скорее всего принадлежал к ветви Гальб; кроме того, законы Сульпиция ничего не давали Помпею лично.
Вскоре происходящее затронуло и Страбона. В Риме было принято решение о прекращении его полномочий, продлённых всего за несколько месяцев до этого, и о передаче его армии Квинту Помпею Руфу, союзнику Суллы. Согласно Валерию Максиму, так решил сенат, согласно Аппиану — народное собрание. Некоторые исследователи принимают первую версию, другие — вторую. Саллюстий в одном из сохранившихся фрагментов «Истории» сообщает, что «плебейский трибун Гай Геренний по уговору помешал консулу Сулле провести закон о его возвращении». Согласно Авлу Геллию, речь идёт о возвращении в Рим Помпея, в интересах которого, по-видимому, действовал трибун. Предположительно Гай Геренний наложил вето на решение народного собрания об отставке Страбона, но сенат всё же принял соответствующее постановление.
В любом случае за решением стоял Сулла: ему необходимо было перед отбытием на Восток избавиться от потенциального конкурента в борьбе за власть и предоставить своему союзнику Помпею Руфу сильную армию, чтобы тот мог защитить себя и существующий в Риме порядок. Сенат, хотя и относился к Сулле настороженно, поддержал его в этом вопросе: бессменное командование Страбона в ходе третьей подряд кампании могло таить в себе опасность с точки зрения нобилитета, а Помпей Руф был отличным кандидатом в защитники нового порядка. При этом защита была необходима, так как Марий в любой момент мог вернуться из изгнания и возобновить борьбу за власть.
Страбону такой поворот не мог понравиться. На словах он согласился уйти в отставку, но его преемник уже на следующий день после прибытия в армию был убит солдатами. Страбон не стал никого наказывать, ограничившись словесным порицанием, и тут же снова принял на себя полномочия командующего, хотя это и было прямым нарушением воли сената. В связи с этим звучат логично утверждения Веллея Патеркула и эпитоматора Тита Ливия о том, что сам Гней Помпей был организатором убийства Руфа. Многие исследователи считают такое объяснение правдоподобным. Гибель Квинта может считаться доказательством того, что армия Страбона была целиком предана своему командиру; с другой стороны, если Гней организовал убийство военачальника, присланного сенатом, то теперь он должен был ещё больше дорожить своими полномочиями из страха перед гипотетической карой.
Сулла, узнав о случившемся, ограничился тем, что окружил себя телохранителями и ускорил подготовку к отбытию на Восток. В сложившейся ситуации наказать Страбона можно было только ценой новой гражданской войны; при этом у Суллы не было уверенности не только в победе, но и в том, что его солдаты вообще согласятся воевать с помпеянцами. У сената же в принципе не было каких-либо ресурсов для давления на Страбона. Позиции последнего ещё более усилились, когда Сулла покинул Италию.

### Октавиева война
В 87 году до н. э. политическая борьба в Риме опять переросла в гражданскую войну, которую Марк Туллий Цицерон назвал Октавиевой. Один из консулов, Луций Корнелий Цинна, попытался вслед за Публием Сульпицием распределить новых граждан по всем трибам, но встретил сопротивление со стороны коллеги, Гнея Октавия, и всего сената. Он бежал из Рима и склонил на свою сторону армию, осаждавшую Нолу; многие общины Италии поддержали этот мятеж. Тогда Октавий и выбранный на место Цинны Луций Корнелий Мерула вызвали Помпея на защиту Рима. Тот привёл свою армию и расположил её у Коллинских ворот.
Античные авторы отмечают, что у Страбона не было желания защищать Рим любой ценой: он стремился отстаивать свои интересы и был готов к сближению с Цинной, из-за чего последнему и удалось в конце концов одержать верх. Так, Веллей Патеркул пишет:

Обманутый в надежде продлить консульство, Помпей заколебался, занял позицию между двумя группировками, во всём начал следовать собственному интересу и, кажется, стал выжидать случая, чтобы перейти с войском на ту сторону, где была большая надежда на власть.
— Веллей Патеркул. Римская история, II, 21, 2.
Орозий, описывая эту ситуацию, уподобляет Помпея охотнику, следящему за дичью. Учёные предполагают, что между Страбоном и Цинной начались переговоры. Гней Помпей рассчитывал получить ценой такого союза второй консулат, и определённые надежды у него могли появиться благодаря присутствию в рядах мятежников Брута Дамасиппа, его соратника по Союзнической войне. Но вскоре к Цинне присоединился вернувшийся из изгнания Гай Марий, и стало ясно, что именно он станет вторым консулом в случае падения Рима: союз с ним был нужен Цинне больше, чем союз с Помпеем. Предположительно именно тогда Луций Корнелий попытался физически устранить Страбона. Согласно Плутарху, группа офицеров Помпея, подкупленных Цинной, намеревалась поджечь палатку командующего, тогда как один из них должен был убить Гнея-младшего (впоследствии Великого). Из этой затеи ничего не вышло, но всё же возникла опасная для Помпеев ситуация:

…В лагере поднялась суматоха, и воины, горя ненавистью к своему полководцу и подстрекая друг друга к мятежу, начали разбирать палатки и браться за оружие. Сам полководец, испугавшись шума, не выходил из палатки. Напротив, Помпей открыто появился среди воинов, с плачем умолял их не покидать отца и, наконец, бросился ничком на землю перед воротами лагеря. Там он лежал и, проливая слёзы, просил уходящих воинов растоптать его ногами. Воины, устыдившись, возвращались, и таким образом все, кроме восьмисот человек, изменили своё намерение и примирились с полководцем.
— Плутарх. Помпей, 3.
Некоторые исследователи сомневаются в том, что солдаты Помпея действительно ненавидели своего командира и были готовы к мятежу; к тому же Плутарх явно преувеличивает роль в описываемых им событиях Гнея-младшего. Существует мнение, что в действительности против Страбона выступила только группа офицеров, попытавшаяся убедить армию, что проконсул погиб. Когда выяснилось, что Помпей жив, бунт закончился, и только 800 человек перешли на сторону Мария и Цинны.
После этого Страбон перешёл, наконец, к активным боевым действиям. Источники сообщают о двух сражениях с участием его войск. Сначала Помпей сразился с Квинтом Серторием; бой продолжался до наступления темноты и никому не принёс победы, но потери составили всего по 600 человек с каждой стороны, что немного для больших армий, сосредоточенных тогда под Римом. Ф. Мильтнер предположил, что и тогда Помпей сражался не в полную силу: он мог разгромить Сертория, но не стал этого делать, поскольку всё ещё надеялся договориться с Цинной и не имел гарантий от сената. Позже, когда Гней Октавий начал контрнаступление против Мария в районе Яникульского холма, Страбон направил ему на помощь шесть когорт, а потом прибыл и сам с основными силами. Граний Лициниан пишет, что Помпей не дал Октавию развить первоначальный успех, поскольку боялся, что война закончится слишком быстро; исследователи относятся к этому сообщению по-разному.
В дальнейшем Страбон уже не участвовал в боевых действиях, хотя Рим к тому времени начал страдать от голода. Втайне от Октавия Помпей возобновил переговоры с Цинной, причём его позиция в этих переговорах неизвестна: он мог добиваться отстранения Мария и соответственно второго консулата для себя или просто сохранения командования в Пицене. Добиться чего-либо ему не удалось. Вскоре в рядах армий, защищавших Рим, началась эпидемия чумы; от болезни умерли 11 тысяч солдат Помпея и сам их командир. При этом ряд античных авторов сообщает, что Страбон умер, поражённый ударом молнии. Одни исследователи принимают эту версию, другие, начиная с Т. Моммзена, предполагают, что в источниках произошло искажение: словосочетание adflatus sidere («поражённый моровой язвой»), которое есть в тексте Ливия, было понято неправильно.
Во время похорон Гнея Помпея римский плебс продемонстрировал ненависть к человеку, бездействие которого считал одной из главных причин своих бедствий: тело покойного вытащили из гроба и проволокли по уличной грязи. Существует мнение о том, что солдаты Помпея, присутствовавшие при этом, не захотели вмешиваться и показали таким образом свою неприязнь к командиру. По другой версии, солдат просто не было на похоронах. Позже помпеянцы захотели присоединиться к ещё одной «сенатской» армии Квинта Цецилия Метелла Пия, но Метелл отказал им, порекомендовав остаться под командованием Гнея Октавия. В результате последние защитники Рима перешли на сторону Цинны.

## Потомки
Женой Гнея Помпея, по одной из версий, была Луцилия, сестра поэта-сатирика Гая Луцилия. У Страбона было двое детей: Гней Помпей, позже получивший агномен Великий, и дочь Помпея, ставшая женой Гая Меммия.

## Оценки личности и деятельности
Из-за истории с присвоенной аускульской добычей современники считали Гнея Помпея корыстолюбцем, не думающим об интересах республики. Плутарх утверждает, что «ни одного полководца римляне не ненавидели так сильно и так жестоко», причём исключением не были даже солдаты Страбона; однако писатель тут же уточняет, что Гней был «замечательным воином». Цицерон называет Помпея «человеком, ненавистным богам и знати».
Немецкий исследователь В. Инне дал Гнею такую характеристику, в соответствии с данными античных авторов: «Помпей Страбон был умелым воином и опытным полководцем. Но он не пользовался ни доверием своей партии, ни преданностью собственных солдат. Напротив, его боялись и ненавидели». Русский историк А. В. Короленков считает такую оценку не вполне верной: ход событий, по его мнению, показывает, что солдаты были преданы Страбону благодаря его победам и его политике. Э. Бэдиан пишет, что Гней Помпей первым наряду с Суллой открыто начал создание «клиентской армии» — воинского контингента, преданного лично полководцу и готового действовать даже против республики. При этом Страбон оставался под влиянием традиционных полисных норм, всё ещё не решаясь приступить к открытому демонтажу республиканского строя и оставаясь своеобразным «центристом» между консерваторами (такими, как Октавий) и радикалами (такими, как Марий и Сулла).
Существует мнение, что Страбон смог бы захватить единоличную власть в Риме, если бы не его ранняя смерть. Б. Р. Кац полагает, что Гней добился бы второго консулата, К. М. Балст — что он стал бы фактическим диктатором вместо Цинны. Противники такого рода допущений отмечают, что у Помпея не было сторонников в сенате, что он не пользовался симпатиями столичного плебса, а единственным доступным ему политическим ресурсом (своей армией) распоряжался не самым оптимальным образом. Виной всему была выбранная этим военачальником тактика «кунктаторства» (оттяжек и проволочек). «Когда только беспощадные меры могли привести к успеху, — пишет немецкий антиковед Ф. Мильтнер, — [Помпей] своим слишком осторожным поведением упустил решающий момент»: ему следовало в самом начале «Октавиевой войны» разгромить Цинну и таким образом затмить Октавия в качестве защитника Рима, а он вместо этого начал выжидать и вести торг. По мнению Х. Майера, сенат в этой истории тоже был слишком осторожен, так как победа Страбона ничем плохим не грозила. «В третий раз, — пишет историк, — после Ливия Друза и Суллы — сенат оказался в зависимости от более сильного и своевольного человека, чьего превосходства он страшился, и опять отказался удовлетворить его претензии».
Сын Страбона, по-видимому, активно использовал как позитивный, так и негативный опыт отца в ходе своей богатой событиями карьеры, чтобы стать неформальным лидером Республики.